# Cyanoptyche
Cyanoptyche, monotipski rod glaukofita trenutno smješten u porodicu Gloeochaetales familia incertae sedis. Jedina je vrsta slatkovodna alga C. gloeocystis